# Marquesado del Real Agrado
El marquesado del Real Agrado es un título nobiliario español creado por el rey Carlos III por real decreto el 12 de octubre de 1764, real despacho de 29 de febrero de 1765 y cédula auxiliatoria del 20 de agosto de 1765, con el vizcondado previo de Río-Hondo, a favor de Domingo de Lizundia y Odria de Echevarría, tesorero de Rentas Reales de Tabaco de La Habana, alcalde ordinario y, a partir de 3 de mayo de 1765, regidor perpetuo de La Habana.

## Marqueses del Real Agrado
|                                 | Titular                                    | Periodo                 |  |
| Creación por Carlos III         | Creación por Carlos III                    | Creación por Carlos III |  |
| ------------------------------- | ------------------------------------------ | ----------------------- |  |
| I                               | Domingo de Lizundia y Odria de Echevarría  | 1765-1785               |  |
| II                              | José Miguel de Lizundia y Padura           | 1795-1799               |  |
| III                             | María Josefa de Lizundia y Padura          | 1799-1828               |  |
| IV                              | María de los Dolores Loynaz e Ibarra       | 1828-¿?                 |  |
| V                               | Guillermo de Saravia y Loynaz              | 1840-1873               |  |
| Rehabilitación por Alfonso XIII |                                            |                         |  |
| VI                              | Juan Roca de Togores y Alcedo              | 1916-1936               |  |
| VII                             | María del Carmen Roca de Togores y Noguera | 1941/1952-1986          |  |
| VIII                            | Recaredo Gómez-Ygual y Roca de Togores     | 1986-actual titular     |  |

## Historia de los marqueses del Real Agrado
- Domingo de Lizundia y Odria de Echevarría (baut. iglesia de San Bartolomé, Elgoibar, 26 de noviembre de 1717-La Habana, 10 de junio de 1785), I marqués del Real Agrado. Era hijo de Domingo Lizundia y Anzola; y Antonia Odria y Etxebarria. Domingo pudo llegar a La Habana hacia 1737, ya que su nombre aparece en la licencia de pasajero a indias de José Antonio Tallapiedra, proveedor de tabaco de La Habana. En el contexto de la guerra de los siete años, argumento méritos hechos a la corona durante la ocupación de Cuba por parte de los ingleses, por lo que Carlos III le concedió el honorífico título de marqués del Real Agrado. El informador del buen hacer de Domingo fue Ambrosio de Funes Villalpando y Abarca de Bolea, Conde de Ricla y gobernador de Cuba (1763-1765). Después de la guerra y después de la aprobación de la reconstrucción de la Plaza de Armas, adquirió en pública subastas las viejas casas capitulares del Cabildo de La Habana donde construyó sus casas y agencia comercial (actual edificio de lonja del comercio).

Casó en primeras nupcias, en La Habana, el 9 de abril de 1742, con Josefa Teresa Padura y Eligio de la Puente (1720-1755), hija del capitán José Eligio de La Puente y de Francisca Ayala, hija de Juan Ayala Escobar, capitán y sargento Mayor de la plaza de San Agustín de La Florida. Contrajo un segundo matrimonio, en La Habana, el 20 de enero de 1756, con Lucía Ana Calvo de la Puerta y Arango (1721-1761). Casó en terceras nupcias, en La Habana, el 6 de junio de 1762, con María Isabel de Jesús de San Martín y Arango (1722-1767). Casó por cuarta vez, en La Habana, el 24 de octubre de 1768, Manuela Sebastiana de San Martín y Arango (1726-1794), hermana de su tercera esposa. Sucedió su hijo primogénito del primer matrimonio el 21 de junio de 1795, después de un litigio por la posesión del título entre su hijo primogénito y su media hermana, Josefa de los Dolores de Lizundia y Calvo de la Puerta, hija del segundo matrimonio de su padre:
- José Miguel de Lizundia y Padura (La Habana, 23 de septiembre de 1744-La Habana, 28 de octubre de 1799), II marqués del Real Agrado.[1][5]

Sucedió su hermana entera:
- María Josefa de Lizundia y Padura (La Habana, 14 de diciembre de 1748-La Habana, 23 de agosto de 1828), III marquesa del Real Agrado.[1][7]

Casó, el 20 de diciembre de 1768, en La Habana, con Ignacio de Loynaz y Torres (Aya, Guipúzcoa, 1733-La Habana, 4 de marzo de 1799). Le sucedió su nieta, hija de Francisco José de Loynaz y Lizundia (m. 1824) y de su primera esposa, Ana María de Ibarra y Lizaransu:
- María de los Dolores Loynaz e Ibarra (n. Legazpia, 9 de octubre de 1789), IV marquesa de Real Agrado.[1][7]

Casó en La Habana con José Lorenzo de Saravia y Argeler, natural de Cartagena, alférez de navío y después capitán de fragata de la Real Armada. En 2 de febrero de 1840, sucedió su hijo:
- Guillermo de Saravia y Loynaz (La Habana, 28 de julio de 1818-La Habana, 7 de diciembre de 1873), V marqués del Real Agrado,[1] capitán de infantería de marina y regidor del ayuntamiento de La Habana.[8]

Casó, in articulo mortis, en La Habana el 4 de diciembre de 1873, con Bárbara de la Natividad Hevia y López-Rubio, viuda de su hermano Francisco Javier de Saravia y Loynaz. Su único hijo de este matrimonio, Guillermo de Saravia y Hevia, que falleció soltero en La Habana en 1885, no reclamó el título. Tampoco lo reclamó otros herederos de mejor derecho y el título fue declarado caducado y rehabilitado por el sobrino nieto del V titular, que sucedió el 6 de mayo de 1916:
Rehabilitación en 1916
- Juan Roca de Togores y Alcedo (1886-1936) VI marqués del Real Agrado.[1][10] Era hijo de Juan Roca de Togores y Saravia (1851-1923) y de Adela de Alcedo y Saravia, hija de Andrés de Alcedo y Cases y de María Carlota de Saravia y Loynaz, hija de la IV marquesa del Real Agrado.[10]

Contrajo matrimonio, en 1915, con María del Carmen Noguera y Yanguas, hija del V marqués de Cáceres, grande de España y de la V marquesa de Casa Ramos de la Fidelidad. En 1941, su hija obtuvo la tenuta del título por autorización provisional y la convalidación el 2 de marzo de 1952:
- María del Carmen Roca de Togores y Noguera (1918-Valencia, 14 de julio de 2009[12]), VII marquesa del Real Agrado.[13][11]

Casó con Recaredo Gómez-Ygual y Villanueva. En 18 de abril de 1986, por cesión, sucedió su hijo:
- Recaredo Gómez-Ygual y Roca de Togores, VIII marqués del Real Agrado.[1]

Casado con Beatriz Almansa Garrigues.